# Anomalie de Bouguer
Pour les articles homonymes, voir Bouguer.
L'anomalie gravimétrique de Bouguer est, au point considéré sur l'ellipsoïde de référence,  l'écart entre le champ de pesanteur terrestre mesuré et corrigé et le champ de pesanteur théorique. 
Cet écart (anomalie de gravité) peut être très significatif, de l'ordre de -300 à + 300 milligals, soit de -3 à + 3 mm/s2) et peut être cartographié.
C'est le physicien français Pierre Bouguer qui a donné son nom à la mesure de cette anomalie.

## Mode de calcul

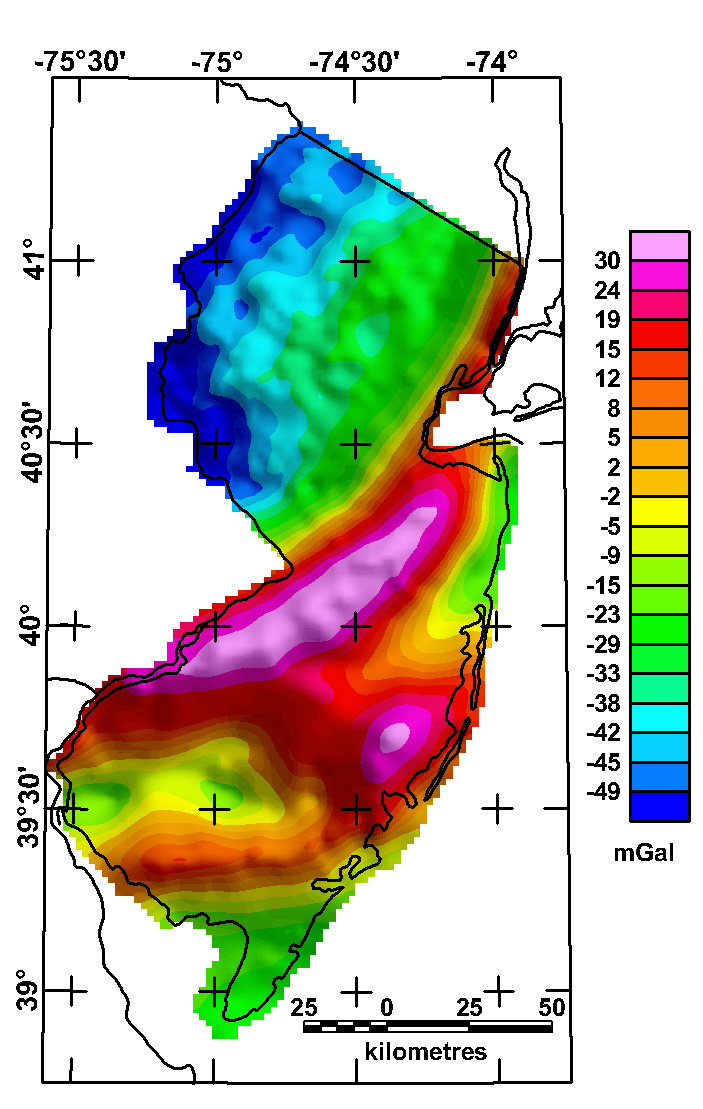
Anomalie de Bouguer pour l'État du New Jersey aux États-Unis (source : USGS)

P. Bouguer a découvert ce phénomène lors de l'expédition au Pérou menée par La Condamine : en comparant ses prévisions au champ mesuré à différentes altitudes à travers les Andes, il a mis en évidence des écarts trop importants pour qu'ils s'expliquent par la seule imprécision des mesures,. L'écart qui correspond à l'anomalie gravimétrique de Bouguer est calculé en tenant compte :
- des caractéristiques de la Terre (masse et forme théorique) ;
- des variations du champ de la pesanteur attribuables aux différences d'altitudes des sites de mesure ;
- de la latitude entre ces sites ;
- de l'influence de la topographie ;
- des fluctuations de la pesanteur engendrées par les marées terrestres (similaires aux marées océaniques, mais ce sont les petites déformations que subit la Terre, sous l'influence du champ de la pesanteur).

Après l'application de corrections qui tiennent compte de toutes ces influences, la valeur théorique du champ de la pesanteur de la Terre en un point de mesure est soustraite de la valeur mesurée (ou observée) corrigée, et la différence est appelée anomalie de Bouguer .

## Interprétations géophysiques
En théorie, les différences de l'anomalie de Bouguer, telles qu'observées sur une carte de l'anomalie, sont reliées aux différences de densité de la roche. 

Là où la densité est plus grande, l'anomalie de Bouguer est plus forte, et elle est souvent exprimée comme une valeur positive encore plus élevée. 
Les cartes gravimétriques permettent d'observer des configurations d'anomalies de la pesanteur qui peuvent être reliées à des unités lithologiques ou des structures (comme des failles) spécifiques.

## Utilités
L'analyse de l'anomalie de Bouguer est extrêmement utile pour suivre les unités lithologiques ou d'autres structures (faille...) là où le socle rocheux n'est plus directement observable et/ou difficile à atteindre :
- sous des terrains glaciaires ;
- sous l'eau ou la mer ;
- sous le sable de déserts.

Certaines ressources minérales peuvent être associées à des minéraux présentant une densité supérieure à la densité moyenne des roches (cuivre, zinc, fer, plomb, uranium, ...) ou inférieure à celle-ci (sel, potasse, ...) et qui engendrent des perturbations locales (anomalies) remarquables du champ de la pesanteur.
Ces anomalies ont ainsi permis de mettre en évidence :
- la racine crustale des chaînes de montagnes , moins dense que les roches du manteau ;
- le déficit de masse sous la Scandinavie, dû à un enfoncement ancien de la croûte continentale, sous le poids de la calotte glaciaire, qui a maintenant disparu. Cette croûte autrefois enfoncée par le poids de la calotte polaire a en effet une densité plus faible que le manteau environnant. Le bouclier Baltique remonte encore, bien qu'il soit allégé depuis 10 000 ans du poids des glaces qui le couvraient[3].

Ces observations sont en accord avec le modèle de l'isostasie.